# Connarus regnellii
Connarus regnellii là một loài thực vật có hoa trong họ Connaraceae. Loài này được Schellenb. mô tả khoa học đầu tiên năm 1925.